# 4481 Herbelin
4481 Herbelin је астероид главног астероидног појаса чија средња удаљеност од Сунца износи 2,338 астрономских јединица (АЈ).
Апсолутна магнитуда астероида је 14,0.